# SC-1-Klasse
Die SC-1-Klasse war die erste Klasse von U-Jagd-Booten (Submarine chaser) der United States Navy. Sie umfasste insgesamt 441 Boote (ursprünglich 448 geplant, SC-1 bis SC-448), die zwischen 1917 und 1919 gebaut und im Ersten Weltkrieg gegen deutsche und österreichische U-Boote eingesetzt wurden.
Die Navy entsandte während des Krieges 121 SC-Boote nach Europa, die entlang der britischen und französischen Küste sowie im Mittelmeer bei der Otranto-Sperre operierten; 100 weitere Boote wurden im Auftrag Frankreichs gebaut. Die restlichen Modelle der Klasse waren für die Absicherung der US-Ostküste zuständig. Im Laufe des Krieges gingen neun Boote (sechs amerikanische, drei französische) verloren, hauptsächlich durch Unfälle.
Nach Kriegsende wurde der Großteil der Boote 1921/22 verkauft (viele an den Metallhändler Joseph G. Hitner) und vermutlich kurz darauf verschrottet. Einige Modelle wurden kurzzeitig von der US Coast Guard genutzt, vier wurden an Kuba abgegeben. Wenige Boote waren noch während des Zweiten Weltkrieges im Dienst, davon zwei in der bulgarischen Marine.

## Schiffsliste
Liste nach Hersteller:
- New York Navy Yard: SC-5 bis SC-64 (60)
- New York Yacht, Launch & Engine: SC-223 bis SC-242, SC-393 bis SC-402 (30)
- Hiltebrant Dry Dock: SC-75 bis SC-89, SC-371 bis SC-375, SC-421 bis SC-425 (25)
- Mathis Yacht Building: SC-65 bis SC-74, SC-209 bis SC-213, SC-381 bis SC-385, SC-426 bis SC-430 (25)
- Puget Sound Navy Yard: SC-288 bis SC-312 (25)
- Norfolk Navy Yard: SC-116 bis SC-136 (21)
- Elco: SC-90 bis SC-105, SC-361 bis SC-364 (20)
- College Point Boat: SC-347 bis SC-360, SC-413 bis SC-418 (20)
- General Shipbuilding & Aero Corp: SC-189 bis SC-208 (20)
- George Lawley & Sons: SC-253 bis SC-272 (20)
- The Matthews Boat Co: SC-169 bis SC-178, SC-386 bis SC-392, SC-431 bis SC-433 (20)
- Mare Island Navy Yard: SC-273 bis SC-287 (15)
- Howard E. Wheeler: SC-160 bis SC-168, SC-439 bis SC-442 (13)
- Naval Station, New Orleans: SC-1 bis SC-4, SC-114/115, SC-443 bis SC-448 (12)
- Gibbs Gas Engine: SC-151 bis SC-155, SC-365 bis SC-370 (11)
- International Shipbuilding & Marine Engine: SC-179 bis SC-188 (10)
- Kyle & Purdy: SC-323 bis SC-327, SC-376 bis SC-380 (10)
- American Car & Foundry: SC-339 bis SC-346 (8)
- Charleston Navy Yard: SC-106 bis SC-113 (8)
- Rocky River Dry Dock: SC-142/143, SC-403 bis SC-406, SC-437/438 (8)
- Alexander McDonald: SC-214 bis SC-217, SC-434 bis SC-436 (7)
- Eastern Shipyard: SC-243 bis SC-248 (6)
- Luders Marine Construction: SC-318 bis SC-322 (5)
- Newcomb Lifeboat: SC-218 bis SC-222 (5)
- Robert Jacob: SC-313 bis SC-317 (5)
- Barret Shipbuilding: SC-333 bis SC-336 (4)
- Camden Anchor-Rockland Machine Co: SC-251/252, SC-407/408 (4)
- Chance Marine Construction: SC-249/250, SC-409/410
- F. M. Blount: SC-156 bis SC-159 (4)
- Great Lake Boat Building Corp: SC-328/329, SC-419/420 (4)
- L. E. Fry & Co: SC-147/148, SC-337/338 (4)
- Hodgdon Bros: SC-137 bis SC-139 (3)
- Vinyard Shipbuilding: SC-144 bis SC-146 (3)
- Clayton Ship & Boat Building: SC-411/412 (2)
- Dubuque Boat & Boiler Works: SC-149/150 (2)
- Hartman-Greiling: SC-140/141 (2)
- Smith & Williams: SC-331/332 (2)
- Burger Boat: SC-330 (1)

Liste nach Einsatzort:
- für Frankreich gebaut: SC-5, SC-7 bis SC-16, SC-28 bis SC-33, SC-65 bis SC-67, SC-75/76, SC-140, SC-160 bis SC-163, SC-169 bis SC-176, SC-243, SC-249, SC-313 bis SC-318, SC-347/348, SC-350, SC-358 bis SC-402, SC-406
- an die US Coast Guard übergeben: SC-22 (Quigley), SC-27 (Richards), SC-68 (Hansen), SC-70 (Newbury), SC-152 (Vaughan), SC-153 (Taylor), SC-155 (Smith), SC-183 (Tingard), SC-197 (Mehalatos), SC-199 (Ovesen), SC-203 (Larsen), SC-229 (Boone), SC-231 (Blaze), SC-238 (Bowstring), SC-258 (Belleville), SC-268 (Adams), SC-333 (Deering), SC-334 (Talley), SC-335 (Cygan), SC-415 (Hahn), SC-417 (Stellenwerf), SC-431 (Knudson), SC-433 (Klingelhoefer), SC-435 (Johansson), SC-437 (Boyce), SC-438 (Cook/Bonneville)
- an Kuba verkauft: SC-274, SC-302, SC-311, SC-312